# Iskăr, Bulgaria
Iskăr  (în bulgară Искър) este un oraș în partea de nord a Bulgariei. Aparține de Comuna Iskăr, Regiunea Plevna.

## Demografie
Componența etnică a orașului Iskăr
     Bulgari (94,79%)
     Nicio identificare (3,64%)
     Altele (2,08%)
La recensământul din 2011, populația orașului Iskăr era de 3.206 locuitori. Din punct de vedere etnic, majoritatea locuitorilor (94,79%) erau bulgari. Pentru 3,64% din locuitori nu este cunoscută apartenența etnică.